# Descanso peregrinus
Descanso peregrinus är en spindelart som beskrevs av Arthur M. Chickering 1946. Descanso peregrinus ingår i släktet Descanso och familjen hoppspindlar. Inga underarter finns listade i Catalogue of Life.